# رستي كيد
رستي كيد (بالإنجليزية: Rusty Kidd)‏ هو سياسي أمريكي، ولد في 10 مايو 1946 في أتلانتا في الولايات المتحدة. انتخب عضو مجلس نواب جورجيا.